# Anania leuschneri
Anania leuschneri is een vlinder van de familie van de grasmotten (Crambidae). De wetenschappelijke naam van deze soort is voor het eerst voorgesteld als Phlyctaenia leuschneri door Eugene Gordon Munroe in een publicatie uit 1976.
De soort komt voor in het zuidoosten van de Verenigde Staten.